# 시보루토 기념관

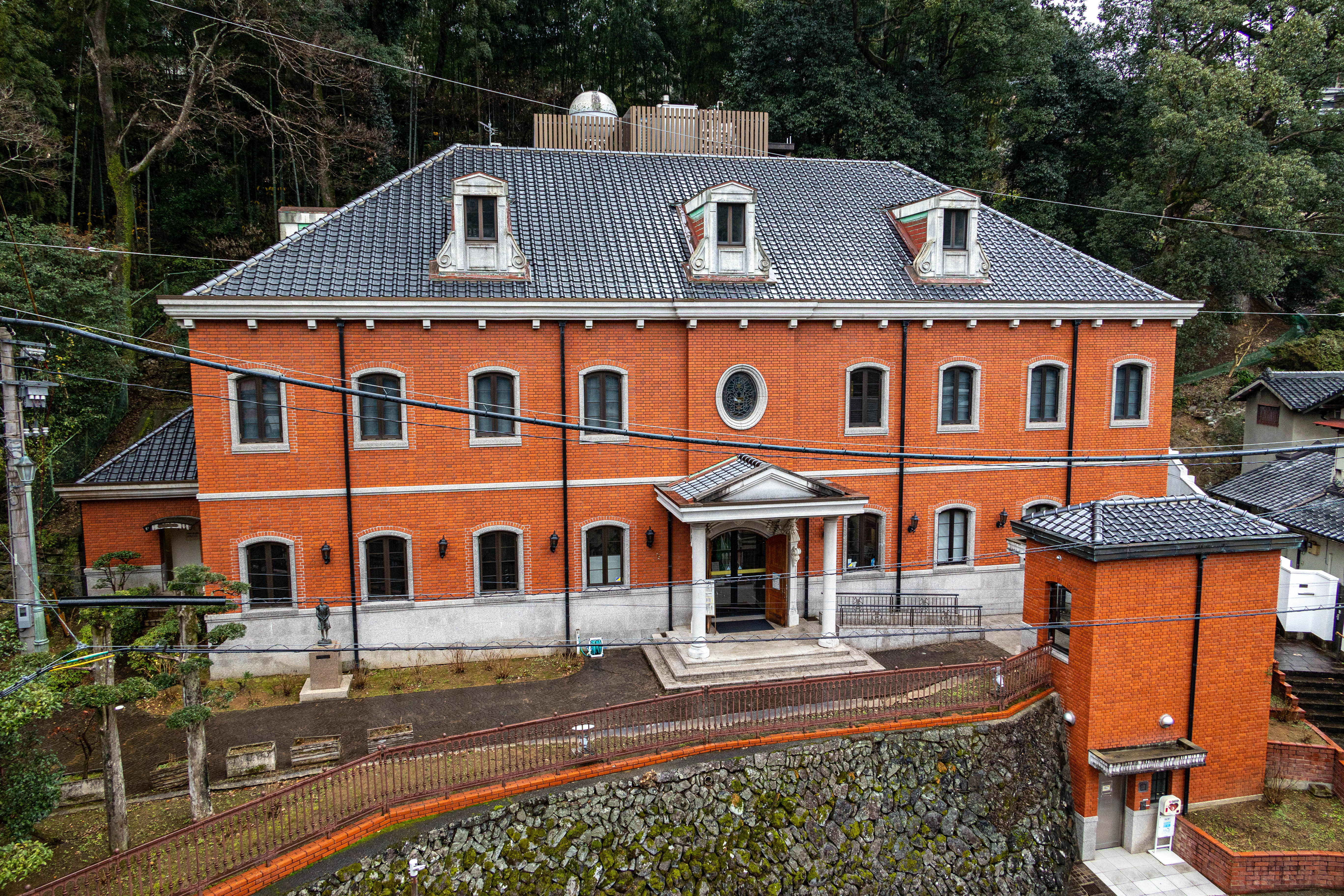
시보루토 기념관

시보루토 기념관(シーボルト記念館)은 일본 나가사키현 나가사키시에 있는 박물관이다. 1989년 문을 열었으며, 필리프 프란츠 폰 지볼트를 기념하기 위해 세워졌다. 벽돌로 지어졌으며, 네덜란드 라이덴 시에 있는 지볼트의 구 저택을 모티프로 하여 지어졌다.